# ناأوتو هوري
ناأُوتو هوري (باليابانية: 堀 直人) (28 نوفمبر 1964 في كاناغاوا في اليابان – )؛ هو لاعب كرة قدم ياباني سابق كان يلعب كمدافع.

## وصلات خارجية
- ناأوتو هوري على موقع رابطة كرة القدم اليابانية للمحترفين (اليابانية)
- ناأوتو هوري على موقع عالم كرة القدم.نت (الإنجليزية)